# Luigi (personagem)
Luigi (ルイージ, Ruīji) é um personagem fictício de videogames produzido pela Nintendo. Criado pelo designer de jogos Shigeru Miyamoto, Luigi é irmão do Mario e é um dos mascotes da série, ele é o seu companheiro em vários jogos. 
A primeira aparição de Luigi se deu no jogo Mario Bros. em 1983, como personagem controlado pelo segundo jogador. Ele manteve esse papel em Super Mario Bros., Super Mario Bros. 3, Super Mario World e outros títulos. O primeiro jogo em que estrelou como personagem primário foi Super Mario Bros. 2. Luigi protagonizou o jogo educativo Mario is Missing!, e mais tarde repetiu o papel em Luigi's Mansion, jogo lançado para o Gamecube em 2001. Nos dois jogos, é colocado no papel de herói porque Mario, o protagonista normal da franquia, precisa ser salvo.
No jogo Super Mario RPG descobre-se que o maior sonho de Luigi é se tornar um encanador tão bom quanto seu irmão.

## Conceitos e criação
Miyamoto foi inspirado pelo jogo "Joust" para criar um jogo com dois jogadores simultâneo, que o levou a criar Mario Bros em 1983, com Luigi como segundo personagem jogável. Há um rumor de que o nome de Luigi foi criado a partir de uma pizzaria que ficava perto da Nintendo americana em Washington. Miyamoto observou que a palavra ruiji significava similar em japonês, e foi adotado Luigi como nome por causa da semelhança já que nessa época o personagem era apenas diferenciado pela cor.

## Aparições
Luigi retorna em New Super Mario Bros. Wii, onde ele junta-se a Mario e Yoshi para salvar o Reino do Cogumelo de ser governado por Bowser. Possui os mesmos atributos físicos que em Super Mario Galaxy.

### Em outros jogos
Ele aparece em vários episódios da série Super Smash Bros. como um personagem desbloqueável.